# Aphylinae
Aphylinae – podrodzina pluskwiaków z  podrzędu różnoskrzydłych i rodziny tarczówkowatych.
Pluskwiaki o drobnym, wypukłym ciele długości od 4 do 5 mm. Przednia krawędź ich głowy leży niewiele bardziej z przodu od ich oczu złożonych. Aparat gębowy ma kłujkę sięgającą ku tyłowi poza biodra ostatniej pary odnóży. Boczne brzegi przedplecza i półpokryw są ostre i tylko nieco rozpłaszczone. Tylno-boczne brzegi przedplecza są głęboko wycięte, odsłaniając boczne części śródplecza i zaplecza. Większa część przykrywek zasłonięta jest silnie powiększoną tarczką. Na sternitach tułowia brak jest rowków. Odnóża wszystkich par mają trójczłonowe stopy. Odwłok ma powiększone i ku spodowi skierowane laterotergity, ustawione poprzecznie w linii przetchlinek trichobotria oraz pozbawiony jest przylgowatych struktur, co odróżnia go od podobnych Lestoniidae. Genitalia samców mają paramery złożone z dwóch stawowo połączonych odcinków. Samice odznaczają się uwpuklonym zbiornikiem nasiennym o zesklerotyzowanej ścianie środkowej.
Podrodzina ta jest endemiczna dla Australii. Przedstawiciele rodzaju Aphylus występują głównie pod korą eukaliptusa kamaldulskiego i upodabniają się do występujących również w tym siedlisku chrząszczy stonkowatych z rodzaju Paropsis.
Takson ten wprowadzony został w 1906 roku przez Ernsta Evalda Bergrotha i bywał klasyfikowany w randze rodziny. Należą tu 3 opisane gatunki, zgrupowane w 2 rodzajach:
- Aphylus Bergroth, 1906
- Neoaphylum Štys & Davidová-Vilímová, 2001